# Karl Theodor Paschke

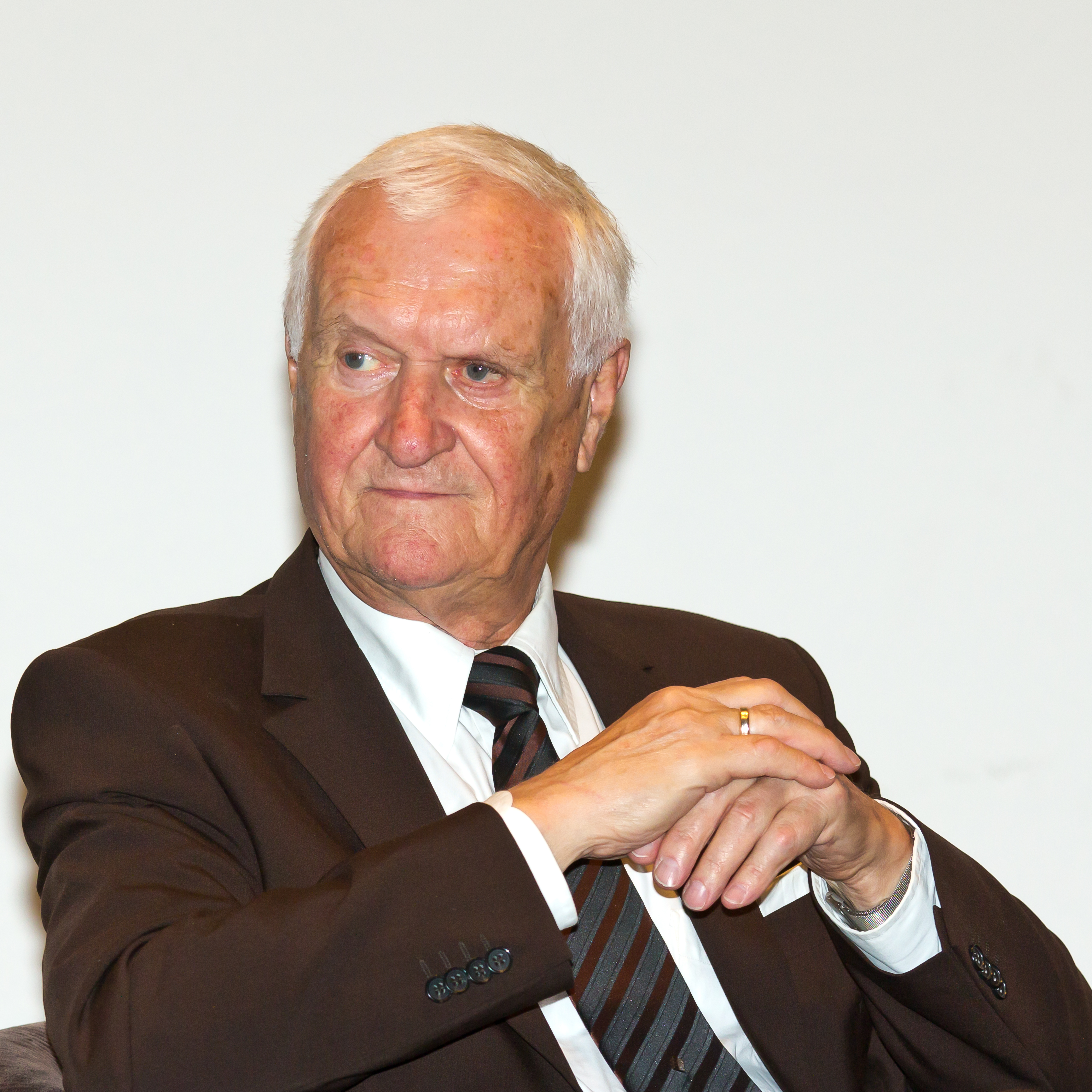
Karl Theodor Paschke, 2013

Karl Theodor Paschke é um ex-sub-secretário-geral da Organização das Nações Unidas. Ele nasceu em Berlim em 1935. Ele estudou jurisprudência em Bona e Munique antes de trabalhar para o Ministério do Exterior. De 1994 a 1999, ele serviu como chefe do Escritório de Serviços de Supervisão Interna da ONU. Entre outra atividades, ele também leciona sobre a ONU na Universidade de Erfurt.